# جولی دیبور
جولی دیبور (انگلیسی: Julie Debever؛ زادهٔ ۱۸ مهٔ ۱۹۸۸) بازیکن فوتبال اهل فرانسه است.
وی همچنین در تیم ملی فوتبال زنان فرانسه بازی کرده‌است.